# 極限脱出ADV 善人シボウデス
『極限脱出ADV 善人シボウデス』（きょくげんだっしゅつアドベンチャー ぜんにんシボウデス）は、チュンソフトより2012年2月16日にNintendo 3DSおよびPlayStation Vita用として発売されたアドベンチャーゲーム。極限脱出シリーズの2作目。
チュンソフトがスパイクと合併する前に発売した最後のゲームソフトである。
2017年に本作とシリーズ一作目の『極限脱出 9時間9人9の扉』を収録した『ZERO ESCAPE 9時間9人9の扉 善人シボウデス ダブルパック』が発売された。それぞれの発売日はPS4・PS Vita版が2017年4月13日、PC（Steam）版が2017年3月25日、Xbox One・Xbox Series X/S、PC（Microsoftストア）版が2022年3月22日。

## 概要
前作に続き、アドベンチャーゲームとしてシナリオを進行させつつ、脱出ゲームをクリアしていく構成となっている。前作と異なり画面は3D表示となっており、それに伴って脱出パートも立体的なものとなっている。また、キャラクターも前作の2Dの立ち絵から3Dモデルへ変更され、ストーリーはフルボイスとなっている（脱出パートや一部のシナリオを除く）。世界観は前作と共有しており、前作との繋がりはストーリーが進むにつれて明らかになっていく。
主人公の選択でシナリオが分岐するのは前作と同様だが、本作は複数のルートが相互に影響しあう形になっており、一つのルートを進めるだけでは謎を解き明かすことが出来ない。シナリオを読み進めると特定の場面でゲームがストップしてしまう「シナリオロック」が掛かる事があり、その場合は別のルートを進めて条件を満たす事で、ロックが解除されて先に進めるようになる。また、得た情報を別のルートで活用する事もある。作中ではシナリオの分岐を示したフローチャートが用意されており、既読のシーンへいつでもジャンプ出来る。
しかし、ゲームを最後まで進めても多くの謎を残したままエンディングを迎える。前作で明かされなかった謎や本編中の主な謎は明かされるものの、そこから更に多くの謎が提示され、本作単体では物語として完結せず終了する。

## ストーリー
何者かによって謎の施設に監禁された男子大学生・シグマ。シグマが目を覚ますと、謎の少女・ファイを始めとする8人の男女がいた。彼らもまた、シグマ同様、施設に閉じ込められたのだ。そんな中謎のウサギ・ゼロ3世が現れ、ここから脱出するには「ノナリーゲーム・アンビデックスエディション」を行わなければいけないことを告げられる。

## 用語
バングル
プレイヤー全員の腕にはめられた腕輪。ディスプレイにはそのプレイヤーに割り当てられた色と、バングルポイント（以下、BP）が表示されている。BPの初期値は3。ルール違反を犯したり、BPが0以下になってしまったときには、バングルから睡眠薬と筋弛緩薬が注射され、プレイヤーは命を落とすという。
また、プレイヤーには2人で1人のペアと、そうではないソロの二種類があり、その区別もバングルに表示されている。前者を「ペアバン」、後者を「ソロバン」と呼ぶ。バングルを外すには施設の外に出るか心臓が停止するかになる。
ノナリーゲーム・アンビデックスエディション
シグマたちが挑戦させられるゲーム。様々な仕掛けがなされた施設からの脱出を目指す。途中にアンビデックス・ゲームという小ゲームを挟みながら進行し、参加者同士の裏切りを誘発する罠が多数仕掛けられている。
アンビデックス・ゲーム(ABゲーム)
ABルームと呼ばれる部屋で行われる小ゲーム。ペアに割り当てられたプレイヤー2人と、ソロに割り当てられたプレイヤー1人が対決する形で行われる。各プレイヤーは端末で「協力」か「裏切り」を選択する。両プレイヤーの選択の組み合わせによって、BPが増減する。
1.両プレイヤーが「協力」を選んだ場合：お互いのBPが2ポイント上昇。
2.両プレイヤーが「裏切り」を選んだ場合：BPの変化は無し。
3.片方が「協力」、片方が「裏切り」を選んだ場合：「協力」を選んだ方のBPが2ポイント減少、「裏切り」を選んだ方のBPが3ポイント上昇。
「アンビデックス（AMBIDEX)」とは「二心（裏切りの心）がある」という意味。
囚人のジレンマを基に作られた。
カラードドア(CD)
脱出を行う部屋へと続く扉。中にはABルームを開くために必要なカードキーが隠されており、それを見つけ出し脱出することが目的となる。入る組み合わせは、バングルに割り当てられた色によって決定され、そのまま次のABゲームの対戦組み合わせともなる。組み合わせは一通りではないため、どのプレイヤーとどの扉に入るかでゲーム展開が大きく変わる。
9の扉
BPが「9」以上になったプレイヤーが開けることができる扉。閉じ込められた施設そのものから脱出することができる。開くチャンスは一度きり。開放時間は9秒間のみ。ただし、BPが8以下のプレイヤーが出るとペナルティが発動する。

## 登場人物
シグマ
声 - 鳥海浩輔（プロモーションアニメ版。ゲームでは声は当てられていない）
本作の主人公。ごく平凡な男子大学生。青のツナギを着ている。明るく素直な熱血漢で、情に流されやすいため、このゲームに向いている性格とは言えない。また、猫に関する話題になると、口調が猫語になるという癖を持つ。クリスマスに大学構内に停めていた車にエンジンをかけようとしたところを眠らされ、何者かに施設に入れられたが、そこで出会ったファイを始めとした様々な者たちと共に脱出を目指す。
『刻のジレンマ』にも登場する。
ファイ
声 - 小見川千明
白を基調としたファッションに身を包む少女。知的かつクールな性格で、ぶっきらぼうな口調で話す事が多いが、随所に独特なボケを盛り込んだりもする。また、卓越した運動神経を持つ。最初にシグマと出会い、その際になぜかシグマのことを知っているような素振りを見せるが、それでも共に脱出を目指すこととなる。
『刻のジレンマ』では眼鏡をかけた姿で登場する。
ディオ
声 - 細谷佳正
シグマが出会った風変わりな男。サーカスの団員のような派手なファッションに身を包み、頭にシルクハットを被っている。常に我が道を行く等の飄々とした性格だが、粗野かつ無神経な喋り方をしたり、他者を何の躊躇いもなく陥れたり、すぐさま裏切ったりと非道な言動が目立っており、故にメンバーの中では最も信用されていない。
天明寺（てんみょうじ）
声 - 納谷六朗
廃品回収業を営む老人。青のワイシャツに茶色の長ズボンといった仕事人間の服装をしており、ネクタイを着用している。性格は頑固オヤジそのもので、攻撃的な口調で語り掛け、メンバーにも不信感を募らせているが、たまに信頼を見せるなどの優しい一面もある。クォークと面識があるようで、「じっちゃん」と呼び慕われている。好きな酒はスコッチ・ウイスキー。
クォーク
声 - 釘宮理恵
かなり高いレベルの知識を持つ少年。10歳。カジュアルな服装に身を包み、頭に奇妙なヘルメットを被っている。無邪気かつやんちゃで、物怖じしない性格をしている。経緯は不明だが、天明寺を慕っている。普段は隠れて見えないが、ヘルメットの下は金髪になっている。また、好きな飲み物はクリームソーダである。
ルナ
声 - 能登麻美子
20代前半の女性。ブラウスにロングスカートといった控えめな服装をしており、胸には青い鳥が入っている鳥かごのペンダントを着けている。清楚で、純粋な心を持ち、争いを嫌うなどの平和主義者的な性格をしており、それを表すかのようなおっとりとした喋り方で話している。また、医師免許を取得しており、その腕前を活かしてゲーム中に倒れた者の治療を行っている。
四葉（よつば）
声 - 田村ゆかり
パンクスタイルの格好をしている少女。小悪魔的な性格で、自由奔放だが、脱出の為ならば手段を選ばず、勝利する為に平気で色仕掛けを行う事さえも厭わないなどの狡賢い一面もある。過去にもこのような閉鎖空間に閉じ込められたことがある。アリスとは以前から面識がある。一見は未成年に見えるが、実年齢は20歳と語っている。
前作の『9時間9人9の扉』にも登場する。
アリス
声 - 田中敦子
本人曰く「国家の敵を排除するのが仕事」の美女。クレオパトラのようなアイメイクにそれを想起させる衣装を身に纏っている。頭脳明晰で、中でも数学が得意だが、彼女には「ICE9」という特殊な水分が構成されている噂を持つ。四葉とは以前から面識があり、ネバダ州で知り合っている。また、過去に父を殺されており、今でも父の仇であるテロ組織を追っている。
K
声 - 小野大輔
記憶喪失に陥っている謎の人物。ロボットのような金属製の仮面とボディースーツに身を包んでいる。口調や態度は紳士的かつ丁寧だが、自分が何者なのかは分からない為に名前や年齢も一切不明で、ボディスーツについて本人は「気が付いたら、これを着けさせられていた」と語っている。
ゼロ3世
声 - TARAKO
アンビデックスゲームの進行役で、監視役も務めるウサギのAI。京劇俳優を思わせる姿をしており、実体は持たない。お気楽暢気で、飄々とした性格だが、自らを「この国の王様」と称したり、時折相手を小馬鹿にした態度を取ることもある。口癖は「…ウサ」。